# محمد کرم
محمد کرم (انگلیسی: Mohammed Karam؛ زادهٔ ۱ ژانویهٔ ۱۹۵۵) بازیکن سابق فوتبال اهل کویت است.
وی عضو تیم ملی فوتبال کویت در جام جهانی فوتبال ۱۹۸۲ بوده است.